# NGC 1210
NGC 1210 est une vaste galaxie lenticulaire située dans la constellation du Fourneau. Elle a été découverte par l'astronome américain Ormond Stone en 1885.

## Caractéristiques
Sa vitesse par rapport au fond diffus cosmologique est de 3 725 ± 13 km/s, ce qui correspond à une distance de Hubble de 54,9 ± 3,9 Mpc (∼179 millions d'al).